# Ernst Christoph von Kaunitz-Rietberg
Ernst Christoph, książę von Kaunitz-Rietberg (ur. 6 czerwca 1737 w Wiedniu, zm. 19 maja 1797 tamże) – austriacki szlachcic, gubernator Moraw, urzędnik dworu cesarskiego i dyplomata.

## Życiorys
Urodził się w 1737 roku w Wiedniu, pochodził z morawskiej rodziny szlacheckiej. Był pierwszym synem Wenzela Antona von Kaunitz i Marii Ernestine von Starhemberg. W 1761 ożenił się z Marią Leopoldine Elisabeth księżniczką von Oettingen-Spielberg, jedną z córek księcia Johanna Aloysa I. zu Oettingen-Spielberg. Ich córka Eleonore poślubiła księcia Klemensa von Metternicha. 
Kaunitz wstąpił do służby cesarskiej i został radcą cesarskim w 1762 roku. Służył jako ambasador Cesarstwa Austrii w Królestwie Neapolu (1763–1770). W latach 1770–1772 był gubernatorem Moraw. Był jednym z najbliższych powierników cesarza Józefa II. Cesarz przyznał mu Order Złotego Runa. Po śmierci ojca w 1794 roku odziedziczył tytuł księcia Rietbergu. Po jego śmierci tytuł przeszedł na jego brata Dominika Andreasa von Kaunitz-Rietberga. Kaunitz był zwolennikiem muzyki Mozarta i jego patronem.